# يحيى النايلي الشاوي
يحيى النايلي الشاوي (1030 هـ - 1096 هـ)، عالم ومفسر مالكي جزائري. ولد بمليانة وتعلم بالجزائر. وأقام مدة بمصر في عودته من الحج سنة 1074 هـ وتصدر للإقراء بالأزهر. ثم رحل إلى سورية والروم (تركيا) ومات في سفينة، راحلا للحج، ونقل جثمانه إلى القاهرة.

## سيرة
ولد أبو زكرياء يحيى بن الفقيه أبي عبد الله محمد بن محمد بن عبد الله بن عيسى بن شبل بن ابى البركات النايلي نسبة إلي قبيلة أولاد نايل، الملياني الشاوي تسميةً لا نسبًا الجزائري المالكي بمليانة سنة 1030 هـ.
نشأ يحيى في أسرة اشتهرت بالعلم والعمل به، فبكر بطلب العلم والأخذ عن الشيوخ، فقرأ صغيراً على والده وعلماء محلته، فحفظ القرآن الكريم وهو ابن ثمان سنين، وتعلم مبادئ العربية وعلومها وأخذ الحديث والفقه والأصول وغيرها عن شيوخ بلدته، ثم تابع تحصيله العلمي فقرأ في مختلف العلوم ومنها التفسير والحديث رواية دراية على مشايخ كثيرين، منهم علماء الجزائر التي انتقل إليها بعد أن اشتد عوده، ونذكر بعضهم:
- سعيد قدورة[3][4] (ت 1066 هـ)
- علي بن عبد الواحد السجلماسي (ت 1647م)[4] درس عليه علوما شتى منها صحيح البخاري دراية ورواية، وبعض كتاب الشفا، والفية العراقي في مصطلح الحديث، كما درس عليه الفقه واصوله في الكتب التالية: مختصر خليل والرسالة، وتحفة الحكام لابن عاصم، وجمع الجوامع للسبكي.
- عيسى بن محمد الثعالبي (ت 1080هـ) أخذ عنه الحديث المساسل بالأولية لما وجده يتابع دروس الشيخ السجلماسي الانصاري وقد لازمه مدة عشر سنين، كما أخذ عنه صحيح البخاري والمصطلح والشفا وشروحه
- محمد بن على أبهلول المجاجي، حيث سافر الشاوي إلى قرب مدينة تنس اين توجد زاويته،[5] فدرس عليه الحديث والفقه والعروض وأجازه بجميع مروياته.

سافر الشيخ النايلي إلى الحجاز لأداء فريضة الحج سنة 1073 هـ، وقد استغل هذه الرحلة فأخذ عن علماء وشيوخ الحجاز واجازوه بعد أن حضر مجالس سماعهم، واخذ عنهم.
عاد من الأراضي المقدسة قاصدا مصر سنة 1074 هـ، بهدف الدراسة والاخذ عن علمائها وشيوخها، وقد طاب له المقام فاستقر بها معلما ومدرسا، وممن درس عليه وأجازه من العلماء في مصر: علي بن علي الشبراملسي وسلطان المزاحي وشمس الدين البابلي.
تصدر للإقراء بالأزهر واشتهر بالفضل وحظي عند أكابر الدولة واستمر على القراءة مدة قرأ فيها مختصر خليل وتوضيح المقاصد والمسالك بشرح ألفية ابن مالك للمرادي وعقائد السنوسي وشروحها وشرح الجمل للخونجي لابن عرفة في المنطق.
ثم رحل إلى الروم (تركيا) فمر في طريقه على دمشق وعقد بالجامع الأموي مجلساً اجتمع فيه علماؤها وشهدوا له بالفضل التام ثم توجه إلى الروم فاجتمع به أكابر الموالي وبالغ في إكرامه شيخ الإسلام يحيى المنقاري والصدر الأعظم وحضر الدرس الذي تجتمع فيه العلماء للبحث بحضرة السلطان فبحث معهم واشتهر بالعلم ثم رجع إلى مصروتولي بها تدريس الأشرفية والسليمانية والصرغتمشية وغيرها وأقام بمصر مدة ثم رجع إلى الروم فأنزله مصطفى باشا مصاحب السلطان في داره
وقد أورد عبد الحي الكتاني عن حفظه في «حاشية الشيخ التاودي ابن سودة على صحيح البخاري لما ذكر امتحان أهل بخارى لفخر بلدهم الإمام أبي عبد الله البخاري بقلبهم له الأسانيد قلت يشبه هذه القصة ما حكى لي بعض المصريين على الشيخ يحيى الشاوي كان ظهر على أهل مصر بحفظه وذكائه». [ فهرس الفهارس 2 / 1134].

## مؤلفاته
منها:
- «حاشية على شرح أم البراهين» (العقيدة الصغرى) للسنوسي في التوحيد.[6] [ توجد منها ثلاث مخطوطات بقلمه في المكتبة الأزهرية تحت أرقام: 311313 -311315 -329142 ]
- «التحف الربانية في جواب الأسئلة اللمدانية»،[6] مطبعة السعادة بمصر عدد الصفحات: 136[7]
- «فتح المنان في شرح الأجوبة الثمان»، كتاب في النحو [8] مكتبة تطوان، 263[6]
- حاشية على شرح الألفية للمرادي».[6]
- توكيد العقد فيما أخذ الله علينا من العهد».
- رسالة في «أصول النحو»: «جعله على أسلوب الاقتراح للسيوطي أتى فيه بكل غريبة وجعله باسم السلطان محمد وقرظ له عليه علماء الروم منهم العلامة المنقاري قال فيه لا يخفى على الناقد البصير إن هذا التحرير كنسج الحرير ما نسج على منواله في هذه العصور تنشرح بمطالعته الصدور».
- « شرح التسهيل لابن مالك» في النحو.[6]
- «المحاكمات بين أبي حيان والزمخشري».
- «نظم لامية في إعراب الجلالة» [ شرح منظومة لا اله الا الله مخطوطة في المكتبة الازهرية رقم 316867] جمع فيها أقاويل النحويين وشرحها شرحاً حسناً أحسن فيه كل الإحسان.
- «قرة العين في جمع البين من علم التوحيد»
- «النيل الرقيق في حلقوم انساب الزنديق».[6]
- «ارتقاء السادة لحضرة شاه زاده» ألفه باسم السلطان محمد بن السلطان إبراهيم خان العثماني.
- «نتائج أفكار ذوى المجد في تحرير أبحاث اما بعد» أتى فيه بكل غريبة عجيبة.

## تلاميذه
بعض من تلاميذه على سبيل المثال لا الحصر:
- محمد بن فضل الله المحبي : درس عليه هو وجماعة من الشاميين تفسير سورة الفاتحة من البيضاوي، والالفية والعقائد ونحوها، وأجازه النايلي الشاوي.
- أحمد بن قاسم البوني : ذكر ان النايلي الشاوي هو استاذه وشيخه وولي نعمته، كما أثنى عليه في إجازته لولده أحمد الزروق ومحمد بن علي الجعفري مفتي قسنطينة،
- الشهاب النخلي المكي (ت سنة 1130 هـ): ذكر أستاذه الشاوي النايلي في فهرسه: «بغية الطالبين لبيان المشايخ المعتمدين» وأثنى عليه.
- عبد الله بن سالم بن عيسى البصري.
- إبراهيم بن موسى الفيومي المالكي شيخ الجامع الأزهر.
- عبد السلام بن الشيخ محمد الكامدي الشافعي (ت سنة 1147)
- عبد الرحمن المجلد (ت 1140)[9]
- أبو الإسرار حسن بن علي بن محمد بن عمر العجيمي: (ت بالطائف سنة 1131هـ)
- أبو المواهب الحنبلي (ت 1126 هـ)
- محمد بن زيد الكفيري، أجازه الشاوي وذلك بأسانيده ومروياته عن مشايخه في كتب الموطأ وصحيح البخاري وغيرهما.[10]
- تقي الدين الحسني منحه إياها شيخه محمد السعدي البهلول[11]، ولا شك ان الشاوي قد أجاز غير هؤلاء أيضا.[12]
- عبد الملك بن حسين بن عبد الملك العصامي (ت 1111هـ) من أشهر مؤلفاته: «سمط النجوم العوالي في أنباء الأوائل والتوالي» الذي ذكر فيه أنه قرأ على شيخه النايلي متن السنوسية في علم العقائد، وسمع منه موطأ الامام مالك، وأنه أجازه بمروياته وقد أثنى عليه قائلا : «شيخنا العلامة، والمحقق الفهامة، إمام المعقول والمنقول، محرر الفروع والأصول، الفحل الذي لا يبارى في فنون العلوم، والسابق الذي لا يجارى في مضمار المنطوق والمفهوم....».

هذه نسخه من إجازته لتلميذه محمد أمين المحبي، وهي منظومة ذكر فيها مروياته التي أجازه بها:

## وفاته
سافر قاصدا بيت الله الحرام لأداء فريضة الحج في البحر فمات وهو في السفينة على ظهر البحر، يوم الثلاثاء عشرين شهر رمضان سنة ست وتسعين وألف (1096 هـ / 1685 م)، ويُذكر أنه: «... أراد الملاحون إلقاءه في البحر لبعد البر عنهم فقامت ريح شديدة قطعت شراع السفينة، فقصدوا البر وأرسوا بمكان يقال له رأس أبي محمد فدفنوه به، ثم نقله ولده الشيخ عيسى بعد بلوغه خبره إلى مصر ودفنه بها بالقرافة الكبرى بتربة السادة المالكية ووصل إلى مصر ولم يتغير جسده»